# Geminaria pellucida
Geminaria pellucida är en tvåvingeart som beskrevs av Daniel William Coquillett 1894. Geminaria pellucida ingår i släktet Geminaria och familjen svävflugor. Inga underarter finns listade i Catalogue of Life.